# 布盧姆菲爾德 (紐約州村)
布盧姆菲爾德（英語：Bloomfield）是位於美國紐約州安大略縣的村。

## 人口
根據2020年美國人口普查的數據，布盧姆菲爾德的面積為3.61平方千米，皆為陸地。當地共有人口1277人，而人口密度為每平方千米354人。